# 1930年
1930年（1930 ねん）は、西暦（グレゴリオ暦）による、水曜日から始まる平年。昭和5年。

## 他の紀年法
- 干支：庚午
- 日本（月日は一致）
  - 昭和5年
  - 皇紀2590年
- 中国（月日は一致）
  - 中華民国19年
- 朝鮮（月日は一致）
  - 檀紀4263年
  - 主体19年
- 阮朝（ベトナム）
  - 保大4年12月2日 - 保大5年11月12日
- モンゴル人民共和国（月日は一致）
  - モンゴル人民共和国20年
- 仏滅紀元：2472年 - 2473年
- イスラム暦：1348年7月30日 - 1349年8月10日
- ユダヤ暦：5690年4月1日 - 5691年4月11日
- 修正ユリウス日(MJD)：25977 - 26341
- リリウス日(LD)：126818 - 127182

※ 檀紀は、大韓民国で1948年に法的根拠を与えられたが、1962年からは公式な場では使用されていない。

※ 主体暦は、朝鮮民主主義人民共和国で1997年に制定された。

## カレンダー
| 1月 |    |    |    |    |    |    |
| 日  | 月 | 火 | 水 | 木 | 金 | 土 |
|     |    |    | 1  | 2  | 3  | 4  |
| 5   | 6  | 7  | 8  | 9  | 10 | 11 |
| 12  | 13 | 14 | 15 | 16 | 17 | 18 |
| 19  | 20 | 21 | 22 | 23 | 24 | 25 |
| 26  | 27 | 28 | 29 | 30 | 31 |    |
|     |    |    |    |    |    |    |

| 2月 |    |    |    |    |    |    |
| 日  | 月 | 火 | 水 | 木 | 金 | 土 |
|     |    |    |    |    |    | 1  |
| 2   | 3  | 4  | 5  | 6  | 7  | 8  |
| 9   | 10 | 11 | 12 | 13 | 14 | 15 |
| 16  | 17 | 18 | 19 | 20 | 21 | 22 |
| 23  | 24 | 25 | 26 | 27 | 28 |    |
|     |    |    |    |    |    |    |

| 3月 |    |    |    |    |    |    |
| 日  | 月 | 火 | 水 | 木 | 金 | 土 |
|     |    |    |    |    |    | 1  |
| 2   | 3  | 4  | 5  | 6  | 7  | 8  |
| 9   | 10 | 11 | 12 | 13 | 14 | 15 |
| 16  | 17 | 18 | 19 | 20 | 21 | 22 |
| 23  | 24 | 25 | 26 | 27 | 28 | 29 |
| 30  | 31 |    |    |    |    |    |
|     |    |    |    |    |    |    |

| 4月 |    |    |    |    |    |    |
| 日  | 月 | 火 | 水 | 木 | 金 | 土 |
|     |    | 1  | 2  | 3  | 4  | 5  |
| 6   | 7  | 8  | 9  | 10 | 11 | 12 |
| 13  | 14 | 15 | 16 | 17 | 18 | 19 |
| 20  | 21 | 22 | 23 | 24 | 25 | 26 |
| 27  | 28 | 29 | 30 |    |    |    |
|     |    |    |    |    |    |    |

| 5月 |    |    |    |    |    |    |
| 日  | 月 | 火 | 水 | 木 | 金 | 土 |
|     |    |    |    | 1  | 2  | 3  |
| 4   | 5  | 6  | 7  | 8  | 9  | 10 |
| 11  | 12 | 13 | 14 | 15 | 16 | 17 |
| 18  | 19 | 20 | 21 | 22 | 23 | 24 |
| 25  | 26 | 27 | 28 | 29 | 30 | 31 |
|     |    |    |    |    |    |    |

| 6月 |    |    |    |    |    |    |
| 日  | 月 | 火 | 水 | 木 | 金 | 土 |
| 1   | 2  | 3  | 4  | 5  | 6  | 7  |
| 8   | 9  | 10 | 11 | 12 | 13 | 14 |
| 15  | 16 | 17 | 18 | 19 | 20 | 21 |
| 22  | 23 | 24 | 25 | 26 | 27 | 28 |
| 29  | 30 |    |    |    |    |    |
|     |    |    |    |    |    |    |

| 7月 |    |    |    |    |    |    |
| 日  | 月 | 火 | 水 | 木 | 金 | 土 |
|     |    | 1  | 2  | 3  | 4  | 5  |
| 6   | 7  | 8  | 9  | 10 | 11 | 12 |
| 13  | 14 | 15 | 16 | 17 | 18 | 19 |
| 20  | 21 | 22 | 23 | 24 | 25 | 26 |
| 27  | 28 | 29 | 30 | 31 |    |    |
|     |    |    |    |    |    |    |

| 8月 |    |    |    |    |    |    |
| 日  | 月 | 火 | 水 | 木 | 金 | 土 |
|     |    |    |    |    | 1  | 2  |
| 3   | 4  | 5  | 6  | 7  | 8  | 9  |
| 10  | 11 | 12 | 13 | 14 | 15 | 16 |
| 17  | 18 | 19 | 20 | 21 | 22 | 23 |
| 24  | 25 | 26 | 27 | 28 | 29 | 30 |
| 31  |    |    |    |    |    |    |
|     |    |    |    |    |    |    |

| 9月 |    |    |    |    |    |    |
| 日  | 月 | 火 | 水 | 木 | 金 | 土 |
|     | 1  | 2  | 3  | 4  | 5  | 6  |
| 7   | 8  | 9  | 10 | 11 | 12 | 13 |
| 14  | 15 | 16 | 17 | 18 | 19 | 20 |
| 21  | 22 | 23 | 24 | 25 | 26 | 27 |
| 28  | 29 | 30 |    |    |    |    |
|     |    |    |    |    |    |    |

| 10月 |    |    |    |    |    |    |
| 日   | 月 | 火 | 水 | 木 | 金 | 土 |
|      |    |    | 1  | 2  | 3  | 4  |
| 5    | 6  | 7  | 8  | 9  | 10 | 11 |
| 12   | 13 | 14 | 15 | 16 | 17 | 18 |
| 19   | 20 | 21 | 22 | 23 | 24 | 25 |
| 26   | 27 | 28 | 29 | 30 | 31 |    |
|      |    |    |    |    |    |    |

| 11月 |    |    |    |    |    |    |
| 日   | 月 | 火 | 水 | 木 | 金 | 土 |
|      |    |    |    |    |    | 1  |
| 2    | 3  | 4  | 5  | 6  | 7  | 8  |
| 9    | 10 | 11 | 12 | 13 | 14 | 15 |
| 16   | 17 | 18 | 19 | 20 | 21 | 22 |
| 23   | 24 | 25 | 26 | 27 | 28 | 29 |
| 30   |    |    |    |    |    |    |
|      |    |    |    |    |    |    |

| 12月 |    |    |    |    |    |    |
| 日   | 月 | 火 | 水 | 木 | 金 | 土 |
|      | 1  | 2  | 3  | 4  | 5  | 6  |
| 7    | 8  | 9  | 10 | 11 | 12 | 13 |
| 14   | 15 | 16 | 17 | 18 | 19 | 20 |
| 21   | 22 | 23 | 24 | 25 | 26 | 27 |
| 28   | 29 | 30 | 31 |    |    |    |
|      |    |    |    |    |    |    |

## できごと

### 1月
- 1月1日 - 鉄道省が全線でメートル法実施
- 1月2日 - 朝日賞第1回授賞式（坪内逍遥ら）
- 1月11日 - 濱口内閣の主導で日本が金本位制に復帰（金解禁）
- 1月12日 - 第1回全日本スケート選手権大会開催（青森県八戸市）
- 1月19日 - トランスコンチネンタルエアトランスポート 7便墜落事故
- 1月20日 - 梅蘭芳来日
- 1月21日
  - ロンドン海軍軍縮会議開催
  - 衆議院解散
- 1月26日 - インド国民会議が独立を宣言
- 1月30日 - ソ連パブロフスクにラジオゾンデ設置
- 1月31日 - 米3M社がスコッチテープ（セロハンテープ）発売開始

### 2月
- 2月3日 - 香港でベトナム共産党（後のベトナム労働党）結成
- 2月9日 - 若槻軍縮会議全権が英放送局から日本へ向けて演説放送（初の国際中継放送）
- 2月14日 - 宮城道雄が東京音楽学校講師に就任（盲人で初めて）
- 2月18日 - クライド・トンボーが冥王星を発見
- 2月20日 - 第17回衆議院議員総選挙
- 2月22日 - 鹿島組（後の鹿島建設）設立
- 2月23日 - 総選挙結果発表（政友会174議席に対し民政党273議席獲得で圧勝）
- 2月26日 - 共産党員全国一斉検挙開始

### 3月
- 3月1日 - 谷口雅春が新宗教生長の家を開教。
- 3月2日 - インドで、マハトマ・ガンディーが、宗主国イギリスが任命したインド総督に対し市民的不服従による抗議運動開始を通達。
- 3月6日 - 米国マサチューセッツ州で世界初の冷凍食品が販売
- 3月10日 - 鎮海で陸軍記念日の活動写真フィルムが炎上し小学生100名が焼死
- 3月12日 - インドで、マハトマ・ガンディーと支持者により、イギリスによる塩の専売に抗議する塩の行進開始。4月6日まで続く。
- 3月15日 - 横須賀線が電車に切換え
- 3月28日 - トルコのコンスタンティノープル、アンゴラ両都市の名称が、イスタンブール、アンカラにそれぞれ改称される。
- 3月29日 - 東京劇場開場式

### 4月
- 4月1日
  - 上野駅に地下商店街が誕生
  - 福岡県若松・戸畑間の連絡船第一わかと丸が転覆(76名死亡)
- 4月10日
  - 銀座三越開店
  - 嘉南大圳（台湾）竣工
- 4月11日 - 日本神学校開校
- 4月13日 - 東京板橋の貧民街岩の坂で養育金目当ての板橋貰い子殺し事件発覚。大正以来41人を殺害。
- 4月18日
  - 北海道紋別で大火(300戸焼失)
  - 秋田市で大火(97戸焼失)
- 4月21日 - 第58特別議会召集
- 4月22日 - ロンドン海軍軍縮会議終結。米英日の3国で軍備制限条約締結
- 4月24日 - 鉄道省が国際観光局を開設
- 4月25日 - 統帥権干犯問題が発生
- 4月26日 - ローマで日本美術展開催
- 4月29日 - 天長節祝典: 宮城平河門内覆馬場で370年ぶりの天覧相撲開催

### 5月
- 5月1日 - 川崎武装メーデー事件
- 5月5日 - 第1回日本一健康優良児表彰式開催
- 5月6日 - 日華関税協定調印
- 5月12日 - 重巡高雄進水式（皇后臨席）
- 5月15日 - 米国で世界初のスチュワーデス就任
- 5月17日 - フランス軍がラインラントから撤退開始 (撤退完了6月30日)
- 5月20日 - 共産党シンパ事件で三木清らが検挙
- 5月28日 - ニューヨークの超高層ビル・クライスラー・ビルディングが開業。翌年エンパイア・ステート・ビルディングに抜かれるまで世界一の高さ。
- 5月30日 - 第一次間島暴動勃発。
- 台湾で烏山頭貯水池(八田ダム)竣工
- 田辺元、論文「西田先生の教を仰ぐ」(「哲学研究」)。西田幾多郎の西田哲学を、厳しく批判した。

### 6月
- 6月10日 - 加藤寛治軍令部長が天皇に辞表を提出
- 6月11日
  - 軍令部長後任に谷口尚真を任命
  - 浅間山爆発
- 6月17日 - スムート・ホーリー関税法にフーバー米大統領が署名
- 6月20日 - 折口信夫「古代研究」第II巻 民俗学篇
- 6月27日 - 劇団新東京第1回公演(東京劇場、「フィガロの結婚」)

### 7月
- 7月7日 - 米国でフーバーダム建設開始
- 7月10日 - 明治神宮プール公開
- 7月13日 - 第1回FIFAワールドカップ開催( - 7月30日)
- 7月27日 - 中国共産党軍が長沙を占領
- 7月28日 - 長沙の日本領事館が中国共産党軍に焼かれる
- 7月29日 - 長沙ソビエト政府樹立
- 7月30日 - 列国の砲艦が中国共産党軍を砲撃

### 8月
- 8月1日 - 輸出補償法施行
- 8月6日 - ニューヨーク州最高裁判所判事ジョセフ・クレーターが失踪（現在も未解決）
- 8月15日 - 谷崎潤一郎夫人千代子が離婚して佐藤春夫と再婚する三者合意声明が細君譲渡事件として話題になる
- 8月21日 - 逓信省が東京・大阪間で写真電送開始
- 8月22日 - 北極探検家アンドレーの遺体が33年目にして発見
- 8月26日 - 蟹工船エトロフ丸漁夫虐待事件発覚

### 9月
- 9月1日 - 震災記念堂落成式
- 9月5日 - 浅間山爆発 (東京まで降灰)
- 9月10日 - 米価大暴落、大豊作で1917年以来の安値(豊作飢饉)
- 9月14日 - 独総選挙でナチス党が躍進
- 9月15日 - 東京で第19回国際統計協会会議が開催
- 9月19日 - 蟹工船エトロフ丸が函館に入港

### 10月
- 10月1日
  - 第3回国勢調査
  - 東京・神戸間に特急燕運転開始(8時間55分)
  - 威海をイギリスから中華民国に返還
- 10月5日 - 英飛行船R101号が仏ボーヴェ郊外で墜落(死者46名)
- 10月12日 - 第二次間島暴動
- 10月26日 - 霧社事件: 台湾霧社の現地人が反日暴動、内地人など多数殺害、鎮圧に軍隊出動
- 10月28日 - 醍醐天皇千年式年祭挙行
- 10月29日 - 中国との外交文書における名称を支那共和国から中華民国に変更する旨、閣議決定。日本国内では従来どおり支那が用いられ続ける。

### 11月
- 11月1日
  - 日比谷交差点に国内初の自動交通信号登場(米国製)
  - 名古屋市で市営電気バス登場
- 11月2日 - ハイレ・セラシエがエチオピア国王に即位
- 11月5日 - 大原美術館開館(岡山県倉敷市)
- 11月6日 - 北陸線（現・えちごトキめき鉄道日本海ひすいライン）親不知で急行列車が転落(死傷者20名以上)
- 11月14日 - 濱口首相遭難事件: 濱口首相が東京駅で佐郷屋留雄に狙撃され重傷
- 11月15日 - 第1回全日本柔道選手権大会開催(武道館)
- 11月16日 - 富士瓦斯紡績川崎工場争議で煙突男が出現
- 11月18日 - 牧口常三郎と戸田城聖が、創価学会の母体である創価教育学会を設立。
- 11月20日 - 最初の国立癩療養所長島愛生園開設
- 11月24日 - 警視庁がエロ演芸取締規則を各署に通達
- 11月26日 - 北伊豆地震(死者行方不明者272名、全壊2165戸)

### 12月
- 12月1日 - 講談社レコード部発足 (後のキングレコード)
- 12月20日 - 省営自動車開業(岡崎駅 - 多治見駅間・瀬戸記念橋駅 - 高蔵寺駅間)
- 12月22日 - 静岡・小田原の御用邸廃止
- 12月24日 - 第59議会召集

### 日付不詳
- インド支那共産党、マラヤ共産党、フィリピン共産党各結成。

## 芸術・文化・ファッション
1930年の映画
- 西部戦線異状なし（監督：ルイス・マイルストン）

## 誕生

### 1月
- 1月1日 - 堀内光雄、政治家・富士急行会長（+ 2016年[1]）
- 1月1日 - 小西通雄、映画監督
- 1月1日 - 佃公彦、漫画家（+ 2010年）
- 1月1日 - 新道乃里子、女優
- 1月1日 - 岡田英津也、野球選手（+ 2018年）
- 1月2日 - 梶山季之、小説家（+ 1975年）
- 1月2日 - 皆川博子、小説家
- 1月2日 - 淀かおる、女優（+ 1993年）
- 1月3日 - ロバート・ロッジア、アメリカの俳優（+ 2015年）
- 1月4日 - 武井保雄、武富士創業者（+ 2006年）
- 1月6日 - 南温平、プロ野球選手
- 1月8日 - 小山内美江子、脚本家　（+2024年）
- 1月10日 - 野村萬、狂言師、人間国宝
- 1月10日 - 三宅久之、政治評論家（+ 2012年）
- 1月10日 - 山下耕作、映画監督（+ 1998年）
- 1月12日 - 槙原稔、実業家 (+ 2020年)
- 1月12日 - 安藤美紀夫、児童文学作家（+ 1990年）
- 1月15日 - 新珠三千代、女優（+ 2001年）
- 1月17日 - 阿井美千子、女優
- 1月18日 - 倉田準二、映画監督（+ 2002年）
- 1月19日 - 平岡千之、外交官、小説家・三島由紀夫の弟（+ 1996年）
- 1月20日 - いずみたく、作曲家、元・参議院議員（+ 1992年）
- 1月20日 - 相澤秀禎、サンミュージックグループ元・会長（+ 2013年）
- 1月22日 - 中村鋭一、フリーアナウンサー・タレント・政治家（+ 2017年）
- 1月22日 - 南風洋子、女優（+ 2007年）
- 1月22日 - 松平康隆、バレーボール選手、監督（+ 2011年）
- 1月23日 - デレック・ウォルコット、詩人・劇作家（+ 2017年）
- 1月25日 - 菅原道裕、元・プロ野球選手 (+ 2014年)
- 1月26日 - 川崎洋、詩人（+ 2004年）
- 1月26日 - 不破哲三、政治家
- 1月27日 - ボビー・ブランド、アメリカのブルース歌手(＋ 2013年)
- 1月28日 - 二谷英明、俳優（+ 2012年）
- 1月29日 - 大賀典雄、実業家・指揮者（+ 2011年）
- 1月30日 - ジーン・ハックマン、映画俳優（+ 2025年）
- 1月31日 - 川田利美、元・調教師

### 2月
- 2月1日 - シャハブッディン・アーメド、バングラデシュの大統領、最高裁長官（+ 2022年）
- 2月3日 - 品田雄吉、映画評論家（+ 2014年）
- 2月4日 - 牛山純一、ドキュメンタリー映像作家（+ 1997年）
- 2月6日 - 近藤淳、物理学者（+ 2022年）
- 2月8日 - バルバラ・ヘッセ＝ブコフスカ、ピアニスト（+ 2013年）
- 2月8日 - 関千恵子、女優
- 2月9日 - ハナ肇、お笑いタレント（+ 1993年）
- 2月10日 - E・L・カニグズバーグ、児童文学作家（+ 2013年）
- 2月13日 - 栄屋悦男、元・プロ野球選手
- 2月13日 - 八木光生、声優
- 2月17日 - 平山智、元・プロ野球選手（+ 2021年）
- 2月18日 - 中村梅之助、歌舞伎俳優（+ 2016年）
- 2月18日 - Gamer Grandma、YouTuber、ギネス世界記録保持者
- 2月19日 - ジョン・フランケンハイマー、映画監督（+ 2002年）
- 2月19日 - 島田雄三、元・プロ野球選手
- 2月22日 - エドワード・D・ホック、推理作家（+ 2008年）
- 2月22日 - マーニ・ニクソン、オペラ歌手（+ 2016年）
- 2月26日 - ラザール・ベルマン、ピアニスト（+ 2005年）
- 2月26日 - 日高敏隆、動物行動学者（+ 2009年）

### 3月
- 3月1日 - 曽根史朗、歌手
- 3月3日 - 高石邦男、官僚（+ 2021年）
- 3月6日 - ロリン・マゼール、指揮者（+ 2014年）
- 3月7日 - 山下毅雄、作曲家（+ 2005年）
- 3月9日 - オーネット・コールマン、ジャズ・ミュージシャン（+ 2015年）
- 3月9日 - ラリー・レインズ、元・プロ野球選手（+ 1978年）
- 3月10日 - 小川英、脚本家（+ 1994年）
- 3月12日 - バーノン・ロー、元・メジャーリーガー
- 3月13日 - ダグ・ハーヴェイ、メジャーリーグ審判（+ 2018年）
- 3月16日 - 京塚昌子、女優（+ 1994年）
- 3月16日 - 高橋昌也、俳優・演出家（+ 2014年）
- 3月18日  - 桑名義治、政治家（+ 2021年）
- 3月23日 - 大脇照夫、元・プロ野球選手（+ 2013年）
- 3月24日 - スティーブ・マックイーン、俳優（+ 1980年）
- 3月25日 - 長谷川良平、元・プロ野球選手（+ 2006年）
- 3月28日 - ジェローム・アイザック・フリードマン、物理学者
- 3月30日 - 中庸助、俳優、声優（+ 2023年）
- 3月31日 - 奥村公延、俳優（+ 2009年）

### 4月
- 4月1日 - 武敬子、テレビプロデューサー（+2019年）
- 4月1日 - 大戸雄記、プロ野球選手 (+ 2018年)
- 4月3日 - ヘルムート・コール、元・ドイツ首相（+ 2017年）
- 4月7日 - 竹村健一、ジャーナリスト、政治評論家（+ 2019年）
- 4月7日 - ロバート・マッカーサー、生態学者（+ 1972年）
- 4月8日 - 岡崎久彦、元・外交官・評論家（+ 2014年）
- 4月10日 - クロード・ボリング、ジャズピアニスト・作曲家・アレンジャー (+ 2020年)
- 4月12日 - 桂文枝 (5代目)、落語家（+ 2005年）
- 4月14日 - 辻村真人、声優（+ 2018年[2]）
- 4月20日 - 岩本尭、元・プロ野球選手
- 4月24日 - 桂由美、ファッションデザイナー（+ 2024年）
- 4月25日 - 伊東俊太郎、歴史学者（+ 2023年）
- 4月26日 - 加藤秀俊、評論家・社会学者（+ 2023年）
- 4月29日 - 岸田今日子、女優（+ 2006年）
- 4月29日 - 横山まさみち、漫画家（+ 2003年）
- 4月30日 - 戸浦六宏、俳優（＋1993年）

### 5月
- 5月1日 - スタン・パリス、元・プロ野球選手（+ 2021年）
- 5月1日 - ノラ・グルムリーコヴァー、ヴァイオリニスト（+ 2004年）
- 5月1日 - リトル・ウォルター、ハーモニカ奏者（+ 1968年）
- 5月2日 - 寺川昭二、元・プロ野球選手
- 5月11日 - エドガー・ダイクストラ、コンピューター研究者（+ 2002年）
- 5月15日 - ジャスパー・ジョーンズ、画家
- 5月16日 - フリードリヒ・グルダ、ピアニスト（+ 2000年）
- 5月16日 - ルドルフ・カルマン、工学者（+ 2016年）
- 5月19日 - 堀源一郎、天文学者（+ 2023年）
- 5月21日 - 半藤一利、作家（+ 2021年）
- 5月25日 - ソニア・リキエル、ファッションデザイナー（+ 2016年）
- 5月27日 - 麻生みつ子、女優・声優
- 5月30日 - ロバート・ライマン、美術家（+ 2019年）
- 5月30日 - 竹中労、ルポライター・評論家（+ 1991年）
- 5月31日 - クリント・イーストウッド、俳優

### 6月
- 6月1日 - 熊井啓、映画監督（+ 2007年）
- 6月3日 - マリオン・ジマー・ブラッドリー、SF作家（+ 1999年）
- 6月3日 - 和田勉、演出家・テレビプロデューサー（+ 2011年）
- 6月3日 - 原勝彦、プロ野球選手 (+ 2020年)
- 6月4日 - 寺島尚彦、作詞家・作曲家 (+ 2004年)
- 6月5日 - 星川薫、元・JRA調教師（+ 2007年）
- 6月8日 - 小渕光平、政治家・実業家（+ 2008年）
- 6月9日 - 相沢進、元・プロ野球選手（+ 2006年）
- 6月10日 - 上坂冬子、ノンフィクション作家（+ 2009年）
- 6月11日 - 阿部進、教育評論家（+ 2017年）
- 6月15日 - 平山郁夫、日本画家（+ 2009年[3]）
- 6月15日 - マゴメダリ・マゴメードフ、政治家（+ 2022年）
- 6月16日 - 李行、映画監督（+ 2021年）
- 6月20日 - チャック・デイリー、バルセロナオリンピックの「ドリームチーム」監督（+ 2009年）
- 6月20日 - 歌澤寅右衛門、俳優
- 6月22日 - 初岡栄治、プロ野球選手（+ 2015年）
- 6月22日 - 太田敏行、プロ野球選手
- 6月23日 - 妹尾河童、舞台美術家・エッセイスト
- 6月24日 - 香川秀光、プロ野球選手
- 6月25日 - 早坂茂三、政治評論家・元・田中角栄秘書（+ 2004年）
- 6月26日 - 芦沢俊郎、脚本家 (+ 2020年[4][5])
- 6月28日 - 三波伸介、喜劇俳優・コメディアン（+ 1982年）
- 6月29日 - 左幸子、女優（+ 2001年）
- 6月29日 - 小田切みき、女優（+ 2006年）

### 7月
- 7月1日 - 西田亨、元・プロ野球選手（+ 2003年）
- 7月1日 - 二木秀夫、元・政治家・教育者 (+ 2019年)
- 7月1日 - キャロル・チョムスキー、言語学者（+ 2008年）
- 7月2日 - ピーター・バーンサイド、元・プロ野球選手（+ 2022年）
- 7月3日 - 深作欣二、映画監督（+ 2003年）
- 7月3日 - カルロス・クライバー、指揮者（+ 2004年）
- 7月4日 - 岩崎寛弥、実業家（+ 2008年）
- 7月5日 - 橋本俊作、経営者
- 7月10日 - 和久峻三、推理作家・弁護士（+ 2018年）
- 7月10日 - 石黒忠、プロ野球選手
- 7月10日 - 川瀬宏之、プロ野球選手
- 7月11日 - エズラ・ヴォーゲル、社会学者 (+ 2020年)
- 7月11日 - ハロルド・ブルーム、文学研究者・批評家 (+ 2019年)
- 7月11日 - ザ・デストロイヤー、プロレスラー（+ 2019年）
- 7月13日 - 杉田豊、グラフィックデザイナー・絵本作家（+ 2017年）
- 7月13日 - 東谷夏樹、元・プロ野球選手（+ 2006年）
- 7月15日 - ジャック・デリダ、思想家（+ 2004年）
- 7月15日 - 秋谷栄之助、第5代創価学会会長
- 7月15日 - スティーヴン・スメイル、数学者
- 7月15日 - 横井啓二、プロ野球選手
- 7月15日 - 伊藤万喜三、プロ野球選手
- 7月19日 - ローダ・ウィリアムズ、声優（+ 2006年）
- 7月23日 - 橋本堅太郎、彫刻家 (+ 2021年)
- 7月24日 - 雨森雅司、声優・俳優（+ 1984年）
- 7月24日 - ジャンニ・クレリッチ、テニスジャーナリスト (+ 2022年)
- 7月26日 - グレン・ミケンズ、元・プロ野球選手 (+ 2019年)
- 7月27日 - 高島忠夫、俳優（+ 2019年[6][7]）
- 7月28日 - 八浪知行、元・プロ野球選手 (+ 2017年)
- 7月30日 - 井上慎一、プロ野球選手

### 8月
- 8月1日 - ピエール・ブルデュー、社会学者（+ 2002年）
- 8月5日 - ニール・アームストロング、宇宙飛行士（+ 2012年）
- 8月6日 - 荒川博、プロ野球選手（+ 2016年）
- 8月6日 - 川口芳弘、プロ野球選手
- 8月8日 - ジョーン・モンデール、アメリカ合衆国のセカンドレディ（+ 2014年）
- 8月10日 - 五十嵐辰馬、プロ野球選手（+ 2013年）
- 8月12日 - ジョージ・ソロス、投機家・投資家
- 8月15日 - 沼沢康一郎、プロ野球選手（+ 1989年）
- 8月16日 - ロバート・カルプ、アメリカの俳優、映画監督（+ 2010年[8]）
- 8月17日 - 川勝泰司、実業家（+ 2023年）
- 8月21日 - 芦田淳、ファッションデザイナー（+ 2018年[9]）
- 8月22日 - 河野昭修、元・プロ野球選手（+ 2011年）
- 8月23日 - ブーズー・チェイヴィス、歌手・アコーディオン奏者（+ 2001年）
- 8月25日 - ショーン・コネリー、俳優（+ 2020年[10][11]）
- 8月30日 - ウォーレン・バフェット、投機家・投資家

### 9月
- 9月1日 - ミッシェル・セール、思想家（+ 2019年）
- 9月3日 - 澤地久枝、ノンフィクション作家
- 9月4日 - 藤岡琢也、俳優（+ 2006年）
- 9月5日 - 外山高士、俳優（+ 2022年）
- 9月6日 - 西村京太郎、小説家（+ 2022年）
- 9月6日 - 小林昭二、俳優（+ 1996年）
- 9月7日 - ソニー・ロリンズ、ジャズ演奏家
- 9月7日 - 袁隆平、彼は中国工程院の学者であり、ハイブリッド米の専門家です（+ 2021年）
- 9月8日 - ジャネット・アルウェッグ、フィギュアスケート選手（+ 2021年）
- 9月9日 - 新井量大、俳優
- 9月12日 - 鈴木章、化学者
- 9月13日 - 有馬朗人、物理学者・俳人・政治家 (+ 2020年)
- 9月13日 - ジェームス・マクレーン、元競泳選手（+ 2020年）
- 9月17日 - 石川喬司、作家、評論家（+ 2023年）
- 9月17日 - 野本礼三、声優（+ 2006年）
- 9月18日 - 藤重登、元・プロ野球選手
- 9月19日 - ボブ・ターリー、メジャーリーガー（+ 2013年）
- 9月21日 - 浅田肇、プロ野球選手
- 9月21日 - 田代淳二、脚本家
- 9月22日 - 前田祐吉、野球選手、アマチュア野球指導者（+ 2016年）
- 9月23日 - レイ・チャールズ、R&B歌手（+ 2004年）
- 9月25日 - 西村淳二、俳優・声優（+ 2006年）
- 9月26日 - フリッツ・ヴンダーリヒ、テノール歌手（+ 1966年）
- 9月27日 - イーゴリ・キプニス、チェンバロ奏者・ピアニスト（+ 2002年）
- 9月27日 - アラン・シュガート、コンピュータ工学者（+ 2006年）
- 9月28日 - イマニュエル・ウォーラステイン、社会学者・歴史学者（+ 2019年）
- 9月30日 - 大山克巳、俳優（+ 2012年）

### 10月
- 10月1日 - リチャード・ハリス、俳優（+ 2002年）
- 10月1日 - 高木公男、プロ野球選手
- 10月4日 - 小田秀臣、ヤクザ（+ 1987年）
- 10月5日 - 豊島久真男、医学者（+ 2022年）
- 10月5日 - ジューン・アルメイダ、ウイルス学者 （+ 2007年）
- 10月6日 - ハーフィズ・アル＝アサド、前・シリア大統領（+ 2000年）
- 10月8日 - 武満徹、作曲家（+ 1996年）
- 10月8日 - 岡崎令治、分子生物学者（+ 1975年）
- 10月10日 - 野坂昭如、作家・作詞家（+ 2015年）
- 10月10日 - ハロルド・ピンター、劇作家・詩人（+ 2008年）
- 10月15日 - 中谷一郎、俳優（+ 2004年）
- 10月15日 - 渡部昇一、英語学者（+ 2017年）
- 10月20日 - 小沢馨、元・プロ野球選手（+ 2016年[12]）
- 10月20日 - 中島執、元・プロ野球選手
- 10月21日 - 国田栄弥、俳優（+ 2006年）
- 10月21日 - 黒沢良、声優・俳優（+ 2011年）
- 10月23日 - 杉田康、俳優
- 10月23日 - 丸山詠二、声優（+ 2015年）
- 10月24日 - ヨハン・ガルトゥング、社会学者（+ 2024年）
- 10月29日 - ニキ・ド・サンファル、画家・彫刻家・映像作家（+ 2002年）
- 10月30日 - クリフォード・ブラウン、ジャズトランペット奏者（+ 1956年）
- 10月31日 - マイケル・コリンズ、宇宙飛行士（+ 2021年）

### 11月
- 11月2日 - 荒井岱志、映画監督（+ 2009年）
- 11月3日 - 関勉、アマチュア天文家
- 11月3日 - 引地信之、元・プロ野球選手（+ 1999年）
- 11月3日 - 西村寿行、小説家（+ 2007年）
- 11月4日 - ディック・グロート、元・プロ野球選手・元・プロバスケットボール選手（+ 2023年）
- 11月6日 - ポール・ホイタック、元・プロ野球選手（+ 2021年）
- 11月7日 - 加藤一昭、元・プロ野球選手
- 11月7日 - 阪脩、声優
- 11月8日 - 喜早哲、ダークダックスのメンバー（+ 2016年）
- 11月9日 - イヴァン・モラヴェッツ、ピアニスト（+ 2015年）
- 11月10日 - ジーン・コンリー、元・プロ野球選手・元・プロバスケットボール選手（+ 2017年）
- 11月10日 - 三橋美智也、演歌歌手（+ 1996年）
- 11月10日 - 黒木和雄、映画監督（+ 2006年）
- 11月11日 - 大庭みな子、小説家（+ 2007年）
- 11月11日 - 常見忠、プロ野球選手、釣り師（+ 2011年）
- 11月11日 - 柴田英治、プロ野球選手（+ 1999年）
- 11月12日 - 俵孝太郎、政治評論家（+ 2025年）
- 11月13日 - 高岩淡、映画プロデューサー・経営者（+ 2021年）
- 11月15日 - 笹沢佐保、作家（+ 2002年）
- 11月16日 - サルヴァトーレ・リイナ、シチリア・マフィアのボス（+ 2017年）
- 11月19日 - クルト・ニールセン、テニス選手（+ 2011年）
- 11月28日 - 大崎昭夫、プロ野球選手 (+ 2015年)
- 11月29日 - 滝田裕介、俳優（+ 2015年）
- 11月29日 - 塩沢実信、出版ジャーナリスト・ノンフィクション作家

### 12月
- 12月2日 - 村越伊知郎、声優・ナレーター （+ 2007年）
- 12月3日 - ジャン＝リュック・ゴダール、映画監督（+ 2022年）
- 12月4日 - ジム・ホール、ジャズギタリスト（+ 2013年）
- 12月4日 - ジャクリーヌ・デュ・ビエフ、フィギュアスケート選手
- 12月4日 - パウル＝ハインツ・ディートリヒ、作曲家（+ 2020年）
- 12月6日 - キダ・タロー、作曲家・音楽家（+ 2024年）
- 12月6日 - 井上隆明、文芸評論家 （+ 2021年）
- 12月7日 - 明石一、声優・ナレーター
- 12月7日 - 俵萌子、評論家・エッセイスト（+ 2008年）
- 12月8日 - 名古屋章、俳優・声優（+ 2003年）
- 12月8日 - 井上武吉、彫刻家（+ 1997年）
- 12月9日 - 日下公人、経済評論家
- 12月9日 - 杉山真治郎、プロ野球選手
- 12月10日 - 鈴木隆、プロ野球選手
- 12月11日 - 佐々淳行、元・警察庁官僚・危機管理評論家（+ 2018年）
- 12月11日 - 松田清、元・プロ野球選手（+ 2007年）
- 12月12日 - 松島稔、映画監督（+ 2005年）
- 12月13日 - 野母得見、元プロ野球選手（+ 1989年）
- 12月14日 - スザンヌ・モロー、フィギュアスケート選手（+ 2006年）
- 12月14日 - 浦山桐郎、映画監督（+ 1985年）
- 12月15日 - ピーター・ホップカーク、ジャーナリスト・作家（+ 2014年）
- 12月22日 - 渡辺謙太郎、アナウンサー（+ 2006年）
- 12月24日 - 河内忠吾、元・プロ野球選手、元・野球監督（+ 1991年）
- 12月25日 - 杉みき子、児童文学作家
- 12月27日 - ノーム・ラーカー、メジャーリーガー（+ 2007年）
- 12月30日 - 開高健、作家（+ 1989年）
- 12月30日 - 屠呦呦、医学者
- 12月30日 - デュンダル・アリ・オスマン、トルコの帝位請求者、オスマン家第45代家長（+ 2021年）

## 死去
- 2月10日 - 渡辺温、作家（* 1902年）
- 2月15日 - ジュリオ・ドゥーエ、イタリアの軍人・軍事学者（* 1869年）
- 3月2日 - D・H・ローレンス、小説家（* 1885年）
- 3月2日 - 山極勝三郎、病理学者（* 1863年）
- 3月8日 - ウィリアム・タフト、第27代米大統領（* 1857年）
- 3月10日 - 金子みすゞ、詩人（* 1903年）
- 3月11日 - シルビオ・ゲゼル、経済学者（* 1862年）
- 3月16日 - プリモ・デ・リベラ、スペインの軍人・首相（* 1870年）
- 3月19日 - アーサー・バルフォア、イギリスの首相（* 1848年）
- 3月28日 - 内村鑑三、聖書学者・思想家（* 1861年）
- 4月3日 - 鵜崎庚午郎、牧師（* 1870年）
- 4月16日 - 前田寛治、洋画家（* 1896年）
- 4月18日 - 永島直昭、翻訳家（* 1894年）
- 4月18日 - ジャック・スティベッツ、メジャーリーガー（* 1868年）
- 4月29日 - 島田清次郎、小説家（* 1899年）
- 5月8日 - 福田徳三、経済学者（* 1874年）
- 5月10日 - 下村観山、日本画家（* 1873年）
- 5月11日 - ニルス・キュレーゲル、画家（* 1858年）
- 5月13日 - 田山花袋、小説家（* 1871年）
- 5月13日 - フリチョフ・ナンセン、動物学者・探検家・政治家（* 1861年）
- 5月16日 - 木村泰賢、インド哲学者・仏教学者（* 1881年）
- 5月19日 - 生田春月、詩人（* 1892年）
- 6月5日 - ジュール・パスキン、画家（* 1885年）
- 6月5日 - ニコラス・タルコフ、画家（* 1871年）
- 6月27日 - 加茂川緋佐子、子役（* 1923年）
- 7月7日 - アーサー・コナン・ドイル、作家（* 1859年）
- 7月8日 - 西久保弘道、官僚・政治家（* 1863年）
- 7月11日 - 小川正孝、化学者（* 1865年）
- 7月14日 - 高根義人、法学者（* 1867年）
- 7月15日 - レオポルト・アウアー、ヴァイオリニスト（* 1845年）
- 8月4日 - ジークフリート・ヴァーグナー、作曲家・指揮者・バイロイト音楽祭芸術監督（* 1869年）
- 8月15日 - 大井玄洞、生薬学という用語を創出した薬学者（* 1855年）
- 8月23日 - 志村源太郎、銀行家・官僚（* 1867年）
- 9月1日 - 小林信夫、プロボクサー（* 1910年）
- 9月2日 - ジョセフ・アルジン、重量挙げ選手（* 1893年）
- 9月4日 - ウラディミール・アルセーニエフ、探検家（* 1872年）
- 9月21日 - 川崎安之助、政治家（* 1867年）
- 9月22日 - 門奈正、剣道家（* 1855年）
- 9月29日 - イリヤ・レーピン、画家（* 1844年）
- 10月4日 - 七代目富士松加賀太夫、新内節太夫（* 1854年）
- 10月10日 - アドルフ・エングラー、植物学者 （* 1844年）
- 10月16日 - 岩崎俊弥、旭硝子創業者（* 1881年）
- 10月30日 - 豊田佐吉、発明家・豊田自動織機製作所創立者（* 1867年）
- 11月4日 - 秋山好古、陸軍軍人（* 1859年）
- 11月7日 - 大木戸森右エ門、大相撲第23代横綱（* 1878年）
- 11月9日 - 浅野総一郎、実業家・浅野財閥創始者（* 1848年）
- 11月16日 - 田健治郎、官僚・政治家（* 1855年）
- 11月24日 - ルネ・ブロンロ、物理学者（* 1849年）
- 11月29日 - 3代目柳家小さん、落語家（* 1855年）
- 11月30日 - マザー・ジョーンズ、労働運動家（* 1837年）
- 12月17日 - ピーター・ウォーロック、作曲家・音楽評論家（* 1894年）
- 12月20日 - 橋田東聲、歌人（* 1886年）

## ノーベル賞
- 物理学賞 - チャンドラセカール・ラマン
- 化学賞 - ハンス・フィッシャー
- 生理学・医学賞 - カール・ラントシュタイナー
- 文学賞 - シンクレア・ルイス
- 平和賞 - ナータン・セーデルブロム